# 한퇴당
한퇴당(韓頹當, 기원전 200년? ~ ?)은 중국 전한의 장군이다. 《한서》 고혜고후문공신표에서는 이름을 퇴당(隤當)으로 적는다.

## 생애
한왕 신의 아들로, 한왕이 기원전 200년에 흉노로 달아나 퇴당성(頹當城)에서 낳았기에 그 성의 이름을 따서 이름을 지어줬다. 문제 시기에 형의 아들 한영과 함께 무리를 이끌고 한에 투항해 문제 16년(기원전 164년) 6월 병자일에 궁고후(弓高侯)에 봉해졌다. 오초칠국의 난에서는 주아부의 명령을 받고 장수들과 함께 경기병으로 오·초의 양도를 끊는 작전에 참여했고, 제나라를 포위하고 있다가 진압군이 찾아가자 본국으로 돌아간 교서왕 유앙을 꾸짖어 자결하게 했으며, 공적이 다른 장수들을 넘어섰다.
시호는 장(壯) 혹은 장(莊)이다. 《사기》에서는 경제 전원년(기원전 156년)에 손자 한칙이 작위를 계승하고 원삭 5년(기원전 124년)에 후사 없이 죽어 궁고후국을 제했다고 한다. 《한서》에서는 한칙이 원삭 5년에 작위를 계승했으나 후사 없이 죽어 궁고후는 단절됐다고 한다. 이외에 서손으로 한언·한열을 두었다.